# Patience Cleveland
Patience Mather „Patsy“ Cleveland Michels (* 23. Mai 1931 in New Hampshire; † 27. Mai 2004 in Santa Monica, Kalifornien) war eine US-amerikanische Film- und Fernsehschauspielerin.

## Karriere
Cleveland schloss ihre Schulbildung an der Miss Porter’s School und danach am Smith College ab. Sie lernte Theater unter der Leitung von Hallie Flanagan. Sie wirkte in mehreren Fernsehserien mit, so trat sie zum Beispiel in der Serie Seinfeld auf, oder auch in der The Drew Carey Show und Angel. Sie hatte auch Auftritte in Emergency Room – Die Notaufnahme und vielen anderen Fernsehshows. Den größten Bekanntheitsgrad erreichte sie für die Darstellung der Roberta Sparrow, genannt Grandma Death in dem Film Donnie Darko aus dem Jahr 2001. Außerdem spielte sie im Theaterstück The Apple Cart an der Seite von Anthony Perkins und in Look Homeward, Angel an der Seite von Maurice Evans am Broadway. Im Jahr 1963 schrieb sie ein Kinderbuch unter dem Titel The Lion Is Busy. Sie war von 1965 bis 1968 mit dem Schauspieler Peter Hobbs und bis 1975 mit Richard John Michels verheiratet.

## Filmografie (Auswahl)
- 1967: Die Lady und ihre Gauner (Fitzwilly)
- 1983: Lies – Lügen (Lies)
- 1986: Psycho III
- 1998: Nowhere to Run
- 2000: Get Your Stuff
- 2001: Donnie Darko